# Donald Gelling
Donald James Gelling, CBE (* 5. Juli 1938 in Santon Parish, Isle of Man) ist ein britischer Politiker, der zwischen 1996 und 2001 sowie erneut von 2004 bis 2006 Chief Minister der Isle of Man war.

## Leben
Gelling, Sohn von John Cyril Gelling und dessen  Ehefrau Gladys Maddrell, absolvierte seine schulische Ausbildung am Santon Infants, der Murray’s Road Junior School sowie der Douglas High School. Danach absolvierte er zwischen 1954 und 1959 eine Berufsausbildung im Maschinenbau und leistete daraufhin von 1959 bis 1961 seinen Militärdienst in der Royal Air Force (RAF), ehe er im Anschluss von 1961 bis 1969 als Maschinen- und Autoverkäufer tätig war. Zuletzt war er von 1969 bis 1988 Geschäftsführer eines Handelsunternehmens für Landwirtschafts- und Industriegüter.
Zu Beginn der 1960er Jahre begann Gelling auch seine politische Laufbahn in der Kommunalpolitik und gehörte von 1961 bis 1986 dem Gemeinderat von Santon sowie mehreren Ausschüssen des Gemeinderates sowie von Bezirken (Sheadings) an. 1986 wurde er erstmals zum Mitglied des House of Keys, des Unterhauses des Parlaments (Tynwald), und vertrat in diesem nach seinen Wiederwahlen 1991, 1996 sowie 2001 bis 2002 den Wahlkreis Malew and Santon. In den Regierungen von Chief Minister Miles Walker bekleidete er von 1988 bis 1989 zunächst das Amt des Ministers für Landwirtschaft, Fischerei und Forstwirtschaft (Minister for Agriculture, Fisheries and Forestry) und war danach von 1989 bis 1996 Schatzminister (Minister for Treasury). Zugleich fungierte er von 1989 bis 1996 als Vorsitzender der Kommission der Finanzaufsicht sowie zwischen 1990 und 2002 als Vorsitzender des Kabinettsausschusses für Wirtschaft.
Am 3. Dezember 1996 löste Gelling dann Miles Walker als Chief Minister der Isle of Man ab und bekleidete dieses Amt bis zum 4. Dezember 2001, woraufhin er von Richard Kenneth Corkill abgelöst wurde. Im Anschluss war er von 2002 bis 2007 Vorsitzender der Versicherungs- und Rentenverwaltung und gehörte zwischen 2002 und seinem Mandatsverzicht 2006 dem Legislative Council an, dem Oberhaus des Tynwald. Für seine Verdienste um die Isle of Man wurde er am 15. Juni 2002 Commander des Order of the British Empire (CBE). 2003 wurde er Gemeindevorsteher von Santon (Captain of the Parish)
Als Nachfolger des zurückgetretenen Richard Kenneth Corkill übernahm er am 14. Dezember 2004 erneut das Amt des Chief Minister der Isle of Man. Er verblieb nunmehr bis zum 14. Dezember 2006 und wurde daraufhin durch James Anthony Brown abgelöst.